# Serie B 2017-2018 (pallamano maschile)
La Serie B 2017-2018 è stata la 46ª edizione del terzo massimo torneo di pallamano maschile in Italia.
Nella stagione 2017-18 la Serie B (pallamano maschile) è divisa in 9 gironi che ha espresso complessivamente 4 promozioni.

## Prima Fase

### Girone A

#### Squadre partecipanti
| Squadra                         | Città                       |
| ------------------------------- | --------------------------- |
| Pallamano Città Giardino        | Torino                      |
| Pallamano Cologne B             | Cologne (BS)                |
| Pallamano CUM Petere Valpellice | Val Pellice (TO)            |
| Derthona                        | Tortona (AL)                |
| Pallamano Leno B                | Leno (BS)                   |
| Pallamano Riviera               | Imperia                     |
| Pallamano San Giorgio Molteno B | Molteno (LC                 |
| Pallamano San Martino           | San Martino Siccomario (PV) |
| Pallamano Vigevano              | Vigevano (PV)               |

#### Classifica
|  | Pos. | Squadra               | Pt | G  | V  | N | S  | GF  | GS  | D    | Note         |
|  | ---- | --------------------- | -- | -- | -- | - | -- | --- | --- | ---- | ------------ |
|  | 1.   | Molteno B             | 28 | 16 | 13 | 2 | 1  | 461 | 371 | +90  | Seconda fase |
|  | 2.   | CUM Petere Valpellice | 25 | 16 | 11 | 3 | 2  | 491 | 408 | +83  |              |
|  | 3.   | Cologne B             | 23 | 16 | 11 | 1 | 4  | 462 | 357 | +105 |              |
|  | 4.   | Città Giardino        | 23 | 16 | 11 | 1 | 4  | 439 | 343 | +96  |              |
|  | 5.   | San Martino           | 16 | 16 | 7  | 2 | 7  | 371 | 397 | -26  |              |
|  | 6.   | Vigevano              | 11 | 16 | 4  | 3 | 9  | 329 | 391 | -62  |              |
|  | 7.   | Riviera               | 6  | 16 | 3  | 0 | 13 | 368 | 442 | -74  |              |
|  | 8.   | Derthona              | 6  | 16 | 2  | 2 | 12 | 380 | 468 | -88  |              |
|  | 9.   | Leno B                | 6  | 16 | 3  | 0 | 13 | 313 | 437 | -125 |              |

### Squadre partecipanti
| Squadra                   | Città                    |
| ------------------------- | ------------------------ |
| Arcobaleno Oriago         | Oriago (VE)              |
| Pallamano Emmeti Camisano | Camisano (VI)            |
| Pallamano Oderzo U21      | Oderzo (TV)              |
| Pallamano Musile          | Musile di Piave (VE)     |
| Pallamano Povegliano      | Povegliano Veronese (VR) |
| U.S. Torri                | Torri di Quartesolo (VI) |

#### Classifica
|  | Pos. | Squadra           | Pt | G  | V  | N | S  | GF  | GS  | D    | Note         |
|  | ---- | ----------------- | -- | -- | -- | - | -- | --- | --- | ---- | ------------ |
|  | 1.   | Torri             | 25 | 14 | 12 | 1 | 1  | 432 | 261 | +171 | Seconda fase |
|  | 2.   | Arcobaleno Oriago | 20 | 14 | 9  | 2 | 3  | 328 | 301 | +27  | Seconda fase |
|  | 3.   | Emmeti Camisano   | 20 | 14 | 10 | 0 | 4  | 397 | 284 | +113 |              |
|  | 4.   | Povegliano        | 17 | 18 | 8  | 1 | 5  | 338 | 326 | +12  |              |
|  | 5.   | Musile            | 11 | 14 | 5  | 1 | 8  | 299 | 345 | -46  |              |
|  | 6.   | Oderzo U21        | 8  | 14 | 4  | 0 | 10 | 334 | 390 | -56  |              |

### Girone C

#### Squadre partecipanti
| Squadra         | Città                              |
| --------------- | ---------------------------------- |
| Algund          | Lagundo (BZ)                       |
| SSV Bozen U19   | Bolzano                            |
| SSV Brixen U19  | Bressanone (BZ)                    |
| Eppan B         | Appiano sulla Strada del Vino (BZ) |
| SC Meran U21    | Merano (BZ)                        |
| SC Meran U19    | Merano (BZ)                        |
| Mezzocorona U21 | Mezzocorona (TN)                   |
| Pressano U21    | Lavis (TN)                         |

#### Classifica
|  | Pos. | Squadra         | Pt | G  | V  | N | S  | GF  | GS  | D    | Note         |
|  | ---- | --------------- | -- | -- | -- | - | -- | --- | --- | ---- | ------------ |
|  | 1.   | Meran U21       | 26 | 14 | 13 | 0 | 1  | 532 | 396 | +136 |              |
|  | 2.   | Meran U19       | 24 | 14 | 12 | 0 | 2  | 537 | 393 | +144 |              |
|  | 3.   | Pressano U21    | 22 | 14 | 11 | 0 | 3  | 416 | 357 | +59  |              |
|  | 4.   | Algund          | 12 | 14 | 5  | 2 | 7  | 368 | 356 | +12  | Seconda fase |
|  | 5.   | Bozen U19       | 11 | 14 | 4  | 3 | 7  | 404 | 470 | -66  |              |
|  | 6.   | Brixen U19      | 10 | 14 | 4  | 2 | 8  | 378 | 384 | -6   |              |
|  | 7.   | Mezzocorona U21 | 5  | 14 | 1  | 3 | 10 | 340 | 432 | -92  |              |
|  | 8.   | Eppan B         | 2  | 14 | 0  | 2 | 12 | 309 | 496 | -187 |              |

### Girone D

#### Squadre partecipanti
| Squadra                    | Città              |
| -------------------------- | ------------------ |
| Pallamano 2 Agosto Bologna | Bologna            |
| Spallanzani Casalgrande    | Casalgrande (RE)   |
| Pallamano Marconi Jumpers  | Sasso Marconi (BO) |
| Rapid Nonantola            | Nonantola (MO)     |
| Scuola Pallamano Modena    | Modena             |
| Sportinsieme A.S.D.        | Castellarano (RE)  |

#### Classifica
|  | Pos. | Squadra                 | Pt | G  | V  | N | S  | GF  | GS  | D    | Note         |
|  | ---- | ----------------------- | -- | -- | -- | - | -- | --- | --- | ---- | ------------ |
|  | 1.   | 2 Agosto                | 24 | 15 | 10 | 4 | 1  | 416 | 364 | +52  | Seconda fase |
|  | 2.   | Spallanzani Casalgrande | 21 | 15 | 8  | 5 | 2  | 421 | 358 | +63  |              |
|  | 3.   | Marconi Jumpers         | 17 | 15 | 7  | 3 | 5  | 378 | 349 | +29  |              |
|  | 4.   | SP Modena               | 16 | 15 | 7  | 2 | 6  | 390 | 375 | +15  |              |
|  | 5.   | Sportinsieme            | 10 | 15 | 4  | 2 | 9  | 376 | 409 | -23  |              |
|  | 6.   | Rapid Nonantola         | 4  | 15 | 2  | 0 | 13 | 365 | 491 | -126 |              |

### Girone E

#### Squadre partecipanti
| Squadra              | Città                       |
| -------------------- | --------------------------- |
| EGO Tavarnelle       | Tavarnelle Val di Pesa (FI) |
| Fiorentina           | Borgo San Lorenzo (FI)      |
| Ginnastica Spezia    | La Spezia                   |
| Grosseto             | Grosseto                    |
| Libertas La Torre    | Pontassieve (FI)            |
| Medicea              | Poggio a Caiano (PO)        |
| Pallamano Montecarlo | Montecarlo (LU)             |
| Petrarca Arezzo      | Arezzo                      |
| Pallamano Prato      | Prato                       |

#### Classifica
|  | Pos. | Squadra           | Pt | G  | V  | N | S  | GF  | GS  | D    | Note         |
|  | ---- | ----------------- | -- | -- | -- | - | -- | --- | --- | ---- | ------------ |
|  | 1.   | Fiorentina        | 32 | 16 | 16 | 0 | 0  | 526 | 335 | +191 | Seconda fase |
|  | 2.   | Ginnastica Spezia | 23 | 16 | 10 | 3 | 3  | 369 | 326 | +43  | Seconda fase |
|  | 3.   | Grosseto          | 19 | 16 | 9  | 1 | 6  | 454 | 424 | +30  |              |
|  | 4.   | Prato             | 16 | 16 | 7  | 2 | 7  | 386 | 373 | +13  |              |
|  | 5.   | Petrarca Arezzo   | 14 | 16 | 6  | 2 | 8  | 424 | 457 | -33  |              |
|  | 6.   | Montecarlo        | 13 | 16 | 6  | 1 | 9  | 362 | 403 | -41  |              |
|  | 7.   | EGO Tavarnelle    | 13 | 16 | 5  | 3 | 8  | 379 | 414 | -25  |              |
|  | 8.   | Medicea           | 7  | 16 | 3  | 1 | 12 | 321 | 408 | -87  |              |
|  | 9.   | Libertas La Torre | 5  | 16 | 2  | 1 | 13 | 325 | 417 | -92  |              |

### Girone F

#### Squadre partecipanti
| Squadra                 | Città                    |
| ----------------------- | ------------------------ |
| Pallamano Camerano      | Camerano (AN)            |
| Pallamano Chiaravalle   | Chiaravalle (AN)         |
| CUS Chieti              | Chieti                   |
| Dorica Ancona           | Ancona                   |
| Pallamano Falconara     | Falconara Marittima (AN) |
| Pallamano Guardiagrele  | Guardiagrele (CH)        |
| Pallamano L'Aquila 1970 | L'Aquila                 |
| Lions Teramo B          | Teramo                   |
| Pallamano Vasto         | Vasto (CH)               |

#### Classifica
|  | Pos. | Squadra        | Pt | G  | V  | N | S  | GF  | GS  | D    | Note       |
|  | ---- | -------------- | -- | -- | -- | - | -- | --- | --- | ---- | ---------- |
|  | 1.   | Dorica Ancona  | 30 | 16 | 15 | 0 | 1  | 451 | 266 | +185 | Promozione |
|  | 2.   | Chiaravalle    | 26 | 16 | 13 | 0 | 3  | 421 | 331 | +90  |            |
|  | 3.   | CUS Chieti     | 23 | 16 | 11 | 1 | 4  | 456 | 370 | +86  |            |
|  | 4.   | L’Aquila       | 19 | 16 | 9  | 1 | 6  | 356 | 349 | +7   |            |
|  | 5.   | Falconara      | 18 | 16 | 9  | 0 | 7  | 399 | 446 | -47  |            |
|  | 6.   | Camerano B     | 12 | 16 | 6  | 0 | 10 | 403 | 473 | -70  |            |
|  | 7.   | Lions Teramo B | 7  | 16 | 3  | 1 | 12 | 318 | 405 | -87  |            |
|  | 8.   | Vasto          | 7  | 16 | 3  | 1 | 12 | 281 | 421 | -140 |            |
|  | 9.   | Guardiagrele   | 2  | 16 | 1  | 0 | 15 | 287 | 411 | -124 |            |

### Girone G

#### Squadre partecipanti
| Squadra               | Città                    |
| --------------------- | ------------------------ |
| Amatori Terranova     | Terranova da Sibari (CS) |
| Benevento B           | Benevento                |
| Cassa Rurale Pontinia | Pontinia (LT)            |
| Fidelis Andria        | Andria                   |
| Lanzara               | Salerno                  |
| Pallamano Fasano      | Fasano (BR)              |

#### Classifica
|  | Pos. | Squadra           | Pt | G  | V  | N | S  | GF  | GS  | D    | Note         |
|  | ---- | ----------------- | -- | -- | -- | - | -- | --- | --- | ---- | ------------ |
|  | 1.   | Lanzara           | 24 | 15 | 12 | 0 | 3  | 396 | 306 | +90  | Seconda fase |
|  | 2.   | CR Pontinia       | 21 | 15 | 10 | 1 | 4  | 397 | 376 | +21  |              |
|  | 3.   | Fidelis Andria    | 18 | 15 | 8  | 2 | 5  | 375 | 320 | +55  |              |
|  | 4.   | Fasano            | 15 | 15 | 7  | 1 | 7  | 367 | 322 | +45  |              |
|  | 5.   | Amatori Terranova | 12 | 15 | 6  | 0 | 9  | 320 | 331 | -11  |              |
|  | 6.   | Benevento B (-5)  | -5 | 15 | 0  | 0 | 15 | 220 | 420 | -200 |              |

### Girone H

#### Squadre partecipanti
| Squadra           | Città               |
| ----------------- | ------------------- |
| Atletico Lamezia  | Lamezia Terme (CZ)  |
| Avola             | Avola (SR)          |
| Esperia Orlandina | Capo d’Orlando (ME) |
| AGRIBLU Scicli    | Scicli (RG)         |
| Villaurea         | Palermo             |

#### Classifica
|  | Pos. | Squadra           | Pt | G  | V  | N | S  | GF  | GS  | D   | Note         |
|  | ---- | ----------------- | -- | -- | -- | - | -- | --- | --- | --- | ------------ |
|  | 1.   | AGRIBLU Scicli    | 22 | 12 | 11 | 0 | 1  | 318 | 247 | +71 | Seconda fase |
|  | 2.   | Avola             | 15 | 12 | 7  | 1 | 4  | 280 | 271 | +9  |              |
|  | 3.   | Villaurea         | 12 | 12 | 6  | 0 | 6  | 263 | 267 | -4  |              |
|  | 4.   | Atletico Lamezia  | 8  | 12 | 4  | 0 | 8  | 249 | 285 | +36 |              |
|  | 5.   | Esperia Orlandina | 3  | 12 | 1  | 1 | 10 | 266 | 306 | -40 |              |

### Girone I

#### Squadre partecipanti
| Squadra                  | Città         |
| ------------------------ | ------------- |
| CUS Sassari              | Sassari       |
| HAC Nuoro                | Nuoro         |
| Pallamano Perfugas       | Perfugas (SS) |
| Verdeazzurro Sassari U21 | Sassari       |

#### Classifica
|  | Pos. | Squadra          | Pt | G  | V  | N | S  | GF  | GS  | D    | Note         |
|  | ---- | ---------------- | -- | -- | -- | - | -- | --- | --- | ---- | ------------ |
|  | 1.   | CUS Sassari      | 28 | 18 | 14 | 0 | 4  | 508 | 374 | +134 | Seconda fase |
|  | 2.   | Verdeazzurro U21 | 20 | 18 | 10 | 0 | 8  | 550 | 472 | +82  |              |
|  | 3.   | HAC Nuoro        | 16 | 18 | 8  | 0 | 10 | 426 | 457 | -31  |              |
|  | 4.   | Perfugas         | 8  | 18 | 4  | 0 | 14 | 409 | 490 | -81  |              |

## Seconda fase

### Girone 1

#### Classifica
|  | Pos. | Squadra           | Pt | G | V | N | S | GF | GS | D  | Note       |
|  | ---- | ----------------- | -- | - | - | - | - | -- | -- | -- | ---------- |
|  | 1.   | Torri             | 4  | 2 | 2 | 0 | 0 | 45 | 37 | +8 | Promozione |
|  | 2.   | Algund            | 2  | 2 | 1 | 0 | 1 | 42 | 47 | -5 |            |
|  | 3.   | Arcobaleno Oriago | 0  | 2 | 0 | 0 | 2 | 44 | 47 | -3 |            |

### Girone 2

#### Classifica
|  | Pos. | Squadra               | Pt | G | V | N | S | GF | GS | D   | Note       |
|  | ---- | --------------------- | -- | - | - | - | - | -- | -- | --- | ---------- |
|  | 1.   | Molteno B             | 4  | 2 | 2 | 0 | 0 | 78 | 36 | +42 | Promozione |
|  | 2.   | CUM PETERE Valpellice | 2  | 2 | 1 | 0 | 1 | 58 | 64 | -8  |            |
|  | 3.   | CUS Sassari           | 0  | 2 | 0 | 0 | 2 | 36 | 72 | -36 |            |

### Girone 3

#### Classifica
|  | Pos. | Squadra           | Pt | G | V | N | S | GF | GS | D  | Note       |
|  | ---- | ----------------- | -- | - | - | - | - | -- | -- | -- | ---------- |
|  | 1.   | 2 Agosto          | 4  | 2 | 2 | 0 | 0 | 47 | 42 | +5 | Promozione |
|  | 2.   | Fiorentina        | 2  | 2 | 1 | 0 | 1 | 55 | 51 | +4 |            |
|  | 3.   | Ginnastica Spezia | 0  | 2 | 0 | 0 | 2 | 44 | 53 | -9 |            |

### Girone 4

#### Classifica
|  | Pos. | Squadra        | Pt | G | V | N | S | GF | GS | D  | Note       |
|  | ---- | -------------- | -- | - | - | - | - | -- | -- | -- | ---------- |
|  | 1.   | Lanzara        | 4  | 2 | 2 | 0 | 0 | 46 | 40 | +6 | Promozione |
|  | 2.   | Chiaravalle    | 2  | 2 | 1 | 0 | 1 | 44 | 48 | -4 |            |
|  | 3.   | AGRIBLU Scicli | 0  | 2 | 0 | 0 | 2 | 47 | 49 | -2 |            |
|  | 4.   | Dorica Ancona  | 0  | 0 | 0 | 0 | 0 | 0  | 0  | +0 | Ritirata   |

## Verdetti
- U.S. Torri e 2 Agosto Bologna promosse in Serie A2 2018-2019 (pallamano maschile)
- Lanzara rinuncia alla promozione
- Molteno B non promossa in seguito alla retrocessione della prima squadra in Serie A2 2018-2019